# آمونیوم دی‌نیترآمید
آمونیوم دی‌نیترآمید (به انگلیسی: Ammonium dinitramide) یک ترکیب شیمیایی است. که جرم مولی آن ۱۲۴٫۰۶ g/mol می‌باشد. 